# Castelo Dundonald
O Castelo Dundonald é um castelo em ruínas perto de Killean, Kintyre, na Escócia. Foi uma fortaleza do Clã Donald, mas depois passou para os Campbells.